# 天主教台北總教區
天主教台北總教區是天主教會在台灣北部設置的教區，也是中華民國台灣地區唯一的總教區，涵蓋範圍包括台北市、新北市、基隆市、宜蘭縣等縣市。前身為1949年成立的台北宗座監牧區，1952年隨著台灣聖統建立而升格為總教區。首長名銜為台北總主教，現任為鍾安住總主教；目前教區另設有輔理主教，由趙永吉主教擔任。教區內共有約300位神父及400位修女服務。此外，金馬宗座署理區也由台北總主教兼管。
由於台北為台灣首善之區，國共內戰後，隨著中國大陸政權易手及中華民國政府撤退台灣，成為了中國大陸天主教人士及團體來台主要的聚集地。該教區成立後，台灣主教團、台灣總修院、光啟社、輔仁大學、聖博敏神學院等教會重要機構陸續於台北創立或恢復，加上許多男女修會、善會與教友團體皆有派駐或設置總部於台北，使得該教區成為全台灣天主教會資源最豐沛的區域。

## 沿革
1887年，道明會派遣會士從南台灣到台北傳教，並於該年3月19日在蘆洲建立北台灣第一座天主堂；除台北之外，也在基隆等地發展教務，並建立多座教堂。進入日治時期後，道明會在1911年於台北大稻埕興建大堂一座，名為蓬萊町大聖堂，歷時三年完工；該教堂完工後，即成為台北的教務發展中心。由於當時來台的日本內地籍教友在語言和習慣上均與台灣本地教友不同，遂於1928年在樺山町另建日本人專用的教堂，即今之華山天主堂。二戰末期，蓬萊町大聖堂在臺北大空襲時被美軍炸毀，造成嚴重死傷。截至日治時期結束前，台北共有2處堂區、3處兼管區（非獨立堂區）。
1949年12月31日，聖座將台灣中北部由原有的台灣監牧區劃出，成立台北監牧區，當時管轄範圍包含台北市、台北縣（今新北市）、基隆市、新竹市、新竹縣、花蓮縣以及草山管理局（當時桃園、苗栗、宜蘭等縣尚未成立），其餘縣市則歸台灣監牧區更名後的高雄監牧區管轄，此為台北正式成立教會管區之始。當時聖座將台北監牧區的教務，委託本國籍修會主徒會來負責；首任台北監牧則由主徒會會士、來自中國河北的郭若石神父擔任，於1950年6月13日就任。
1952年8月7日，台灣的聖統制度正式建立，成為當時中國第21個教省，台北監牧區於此同時升格為台北總教區，負責統領台灣所有教區，郭若石監牧也於同日升任總主教。由於蓬萊町大聖堂尚未重建，當時以華山天主堂做為座堂，至1961年遷回，蓬萊町大聖堂並更名為聖母無原罪主教座堂。1952年8月7日，也就是台灣聖統制度建立同日，花蓮縣與台東縣合併獨立為花蓮監牧區（花蓮教區前身）。1961年3月21日，桃園、新竹、苗栗三縣（當時新竹市併回新竹縣成為縣轄市）劃出成立新竹教區，之後便維持台北市、台北縣、基隆市、宜蘭縣的統轄範圍至今（與原日治時期台北州轄區相同）。
兩岸分治後，中國大陸新成立的共產政權驅逐許多國內外的傳教士與教會團體，其中的大部分來到台灣，而台北又是最主要的聚集地。因為這些人士的協助，使得台北總教區的發展一日千里，現今台北總教區轄區內大部分的鄉鎮市區都至少有一座天主堂，做為當地教友的信仰中心。而台北總教區是由許多修會、以及中國大陸來台的神職人員共同主持的，也和其他近代因傳教而成立的教區由單一修會建立的情況有很大的不同。

## 堂區
台北總教區目前共管轄71個堂區、31個兼管區。此外，教區與堂區之間另劃分為10個總鐸區，做為各堂區與教區之間的連繫橋樑。

### 第一總鐸區
總鐸：林瑞德神父
- 聖母無原罪主教座堂（台北市大同區；民生西路天主堂）
- 救世主堂（台北市中正區；華山天主堂）
- 聖維雅納堂（台北市中正區）
- 耶穌救主堂（台北市萬華區）
- 聖女小德蘭朝聖地（台北市萬華區）
- 復活堂（台北市萬華區）
- 玫瑰聖母堂（台北市萬華區；萬大路天主堂）

### 第二總鐸區
總鐸：阮進懷神父
- 聖母顯靈聖牌堂（台北市大安區；延吉街天主堂）
- 聖三堂（台北市大安區；松仁路天主堂）
- 聖家堂（台北市大安區）
- 仁愛天主堂（台北市大安區）
- 聖玫瑰堂（台北市大安區；通化街天主堂）
- 聖母聖心堂（台北市大安區；成功新村天主堂）
- 古亭耶穌聖心堂（台北市中正區）
- 聖若瑟堂（台北市中正區）

### 第三總鐸區
總鐸：程若石神父
- 聖瑪竇堂（台北市中山區；建國北路天主堂）
- 長安天主堂（台北市中山區）
- 聖多福堂（台北市中山區；中山北路天主堂）
- 聖道明堂（台北市中山區；吉林路天主堂）
- 聖保祿天主堂（台北市中山區；大直天主堂）

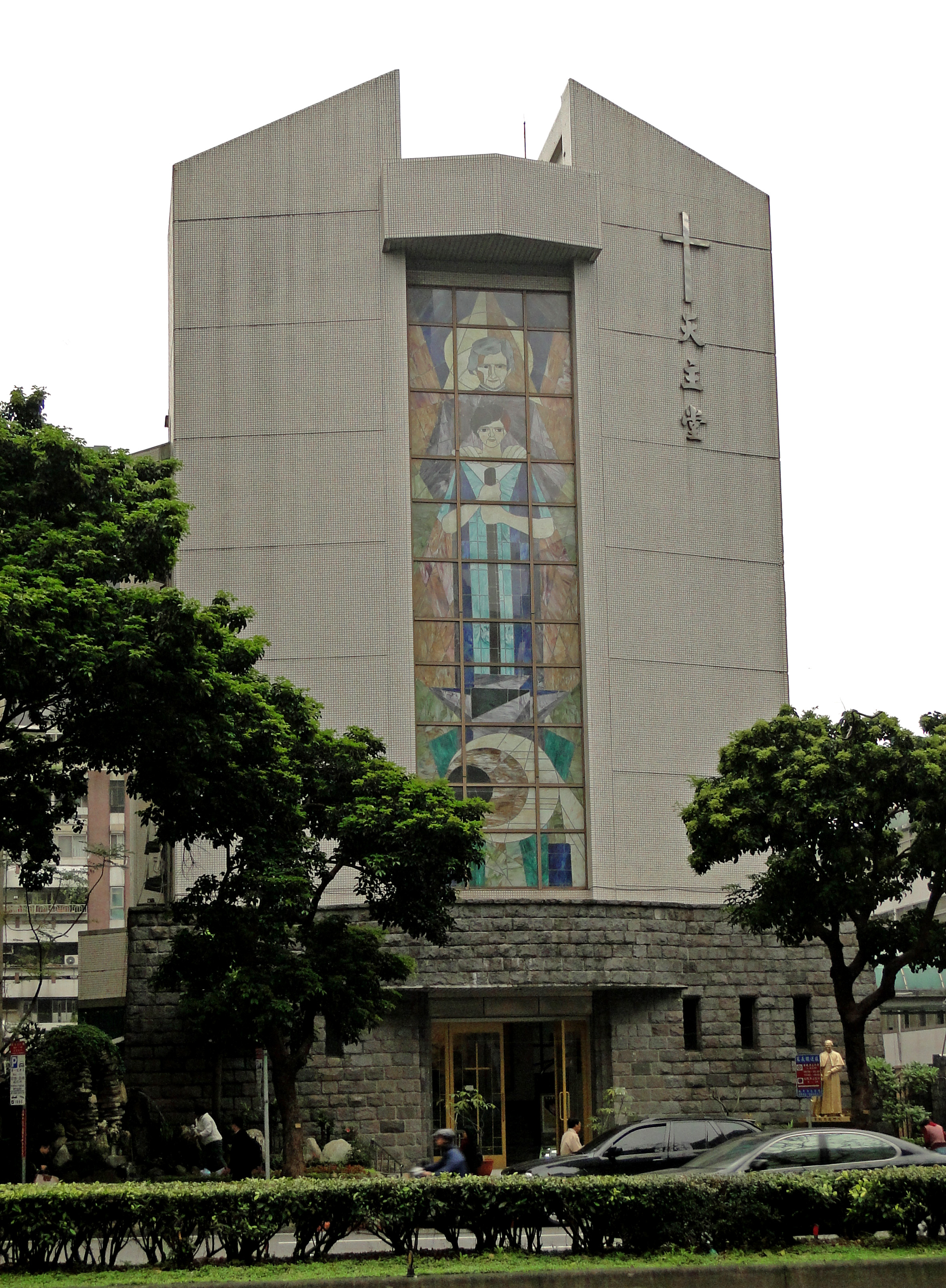
聖若望鮑思高堂

- 聖若望鮑思高堂（台北市松山區；民生東路天主堂）
- 聖若瑟堂（台北市松山區；八德路天主堂）
- 聯合新村天主堂（台北市松山區；中華之后堂）
- 南京東路聖母堂（台北市松山區；松山天主堂）
- 永春天主堂（台北市信義區）
- 法蒂瑪聖母堂（台北市松山區；富錦街天主堂）
- 聖母升天堂（台北市內湖區；內湖天主堂）
- 耶穌聖心堂（台北市南港區；成德天主堂）
- 聖玫瑰堂（台北市南港區；南港天主堂）

### 第四總鐸區

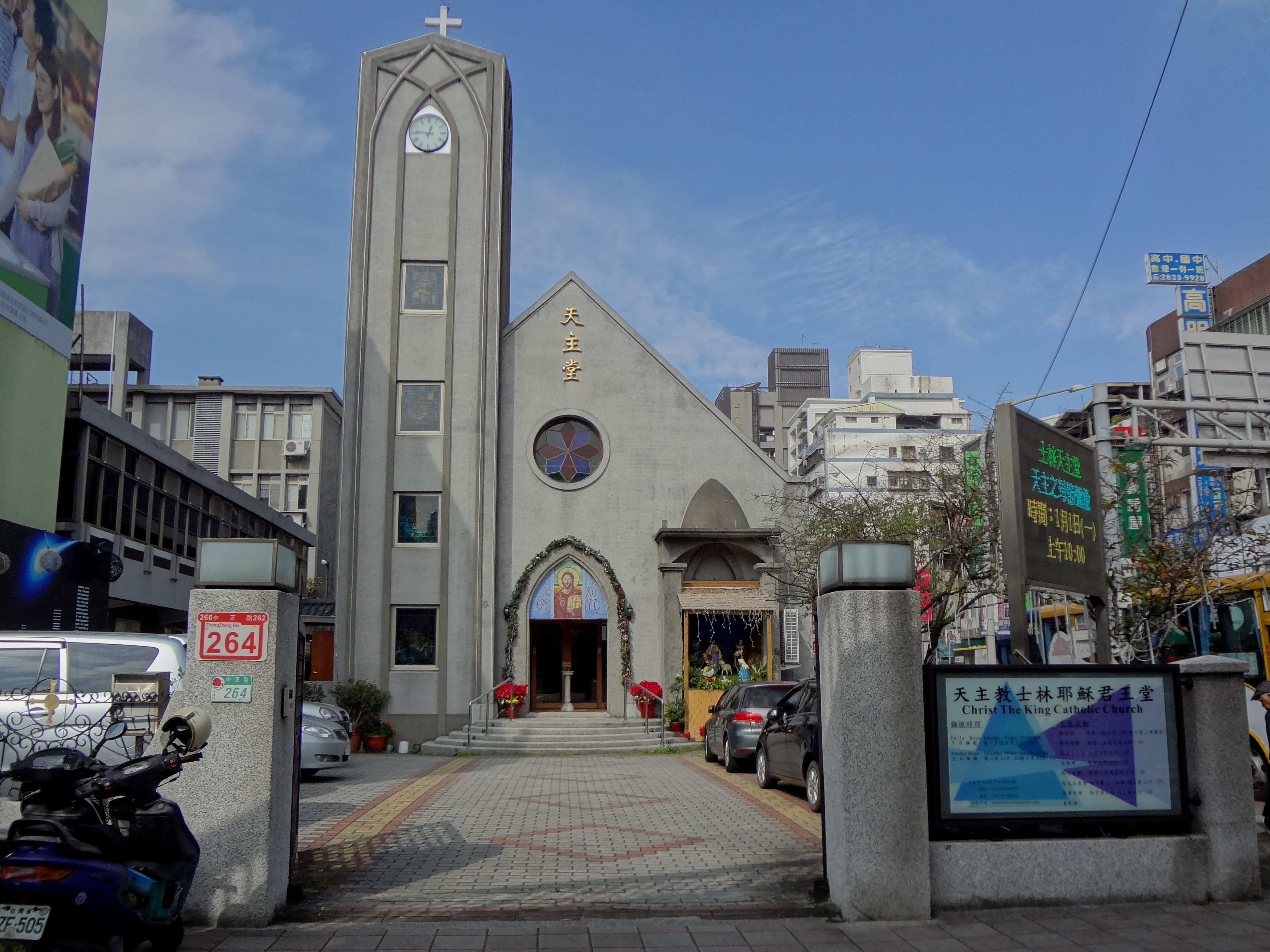
士林耶穌君王堂

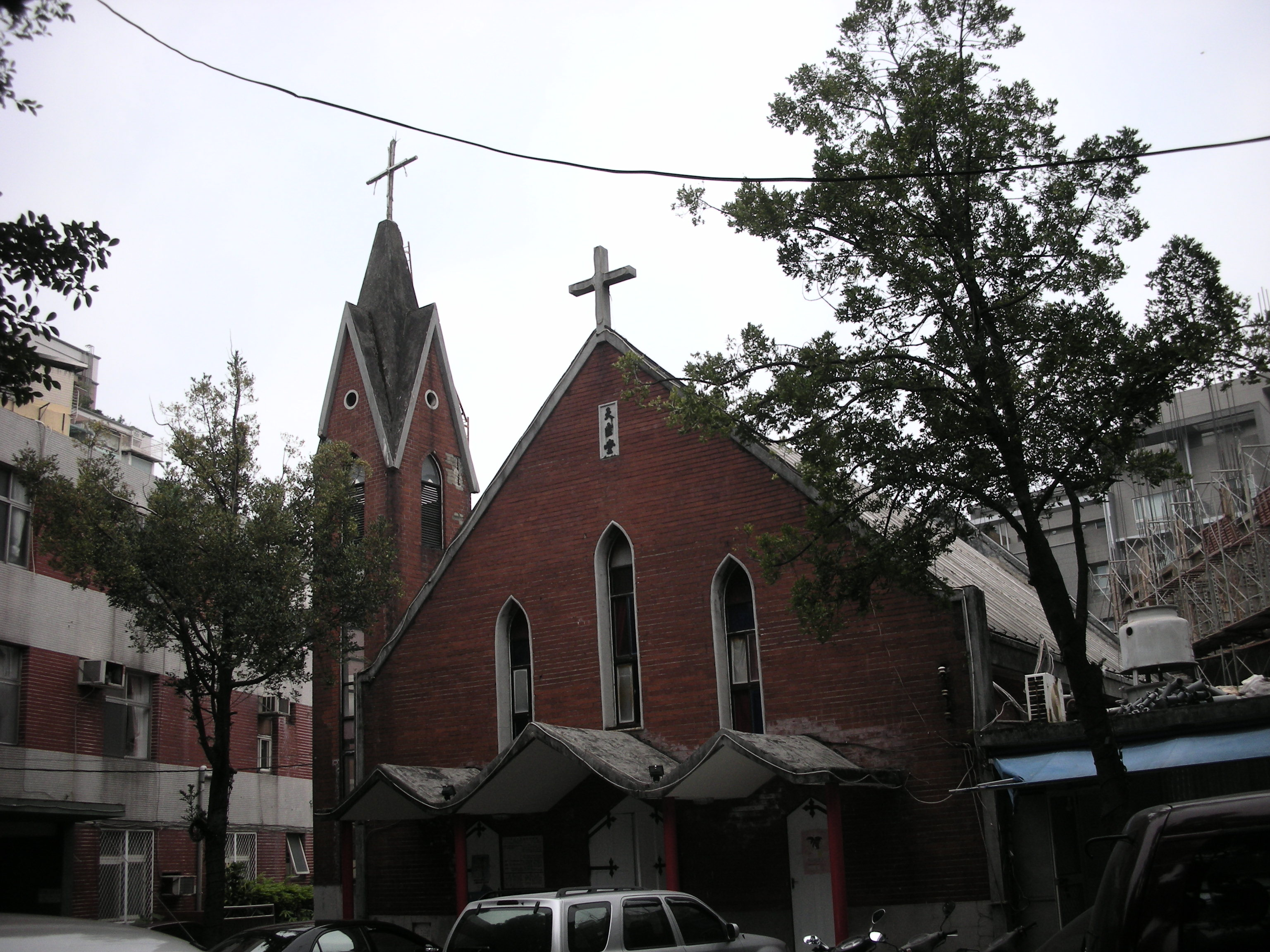
天主之母堂

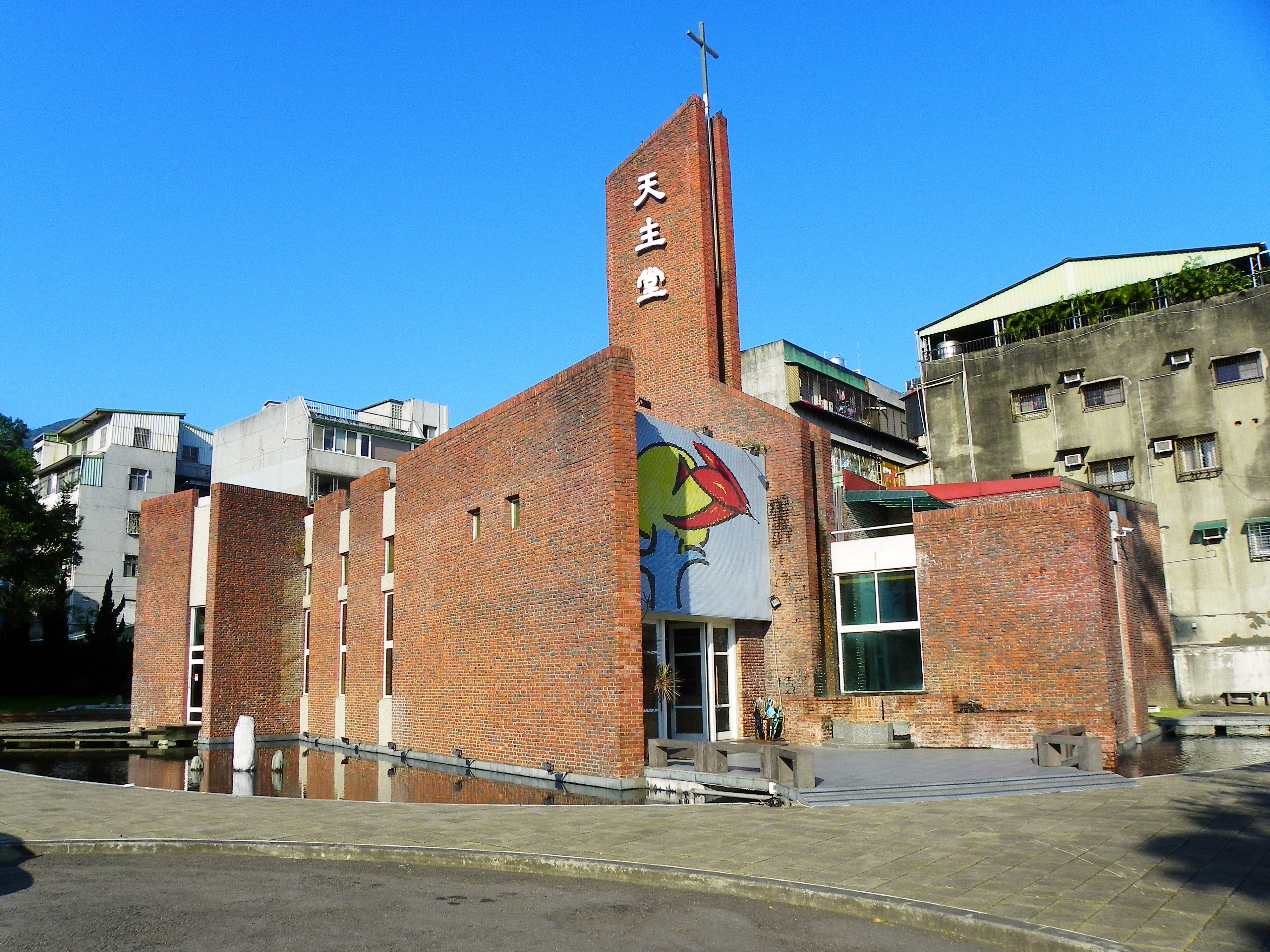
北投聖高隆邦堂

總鐸：文雅德神父
- 士林耶穌君王堂（台北市士林區；士林天主堂）
- 聖彌額爾堂（台北市士林區；社子天主堂）
- 聖十字架堂（台北市士林區；蘭雅天主堂）
- 天主之母堂（台北市士林區；天母天主堂）
- 劍潭聖母聖心堂（台北市士林區）
- 北投聖高隆邦堂（台北市北投區；北投天主堂）
- 聖體堂（台北市北投區；石牌天主堂）
- 耶穌聖體堂（台北市北投區；陽明山天主堂）
- 慈母堂（新北市金山區；金山天主堂）
- 法蒂瑪聖母朝聖地（新北市淡水區）
- 耶穌君王堂（新北市三芝區；三芝天主堂）

### 第五總鐸區
總鐸：黃斯勝神父

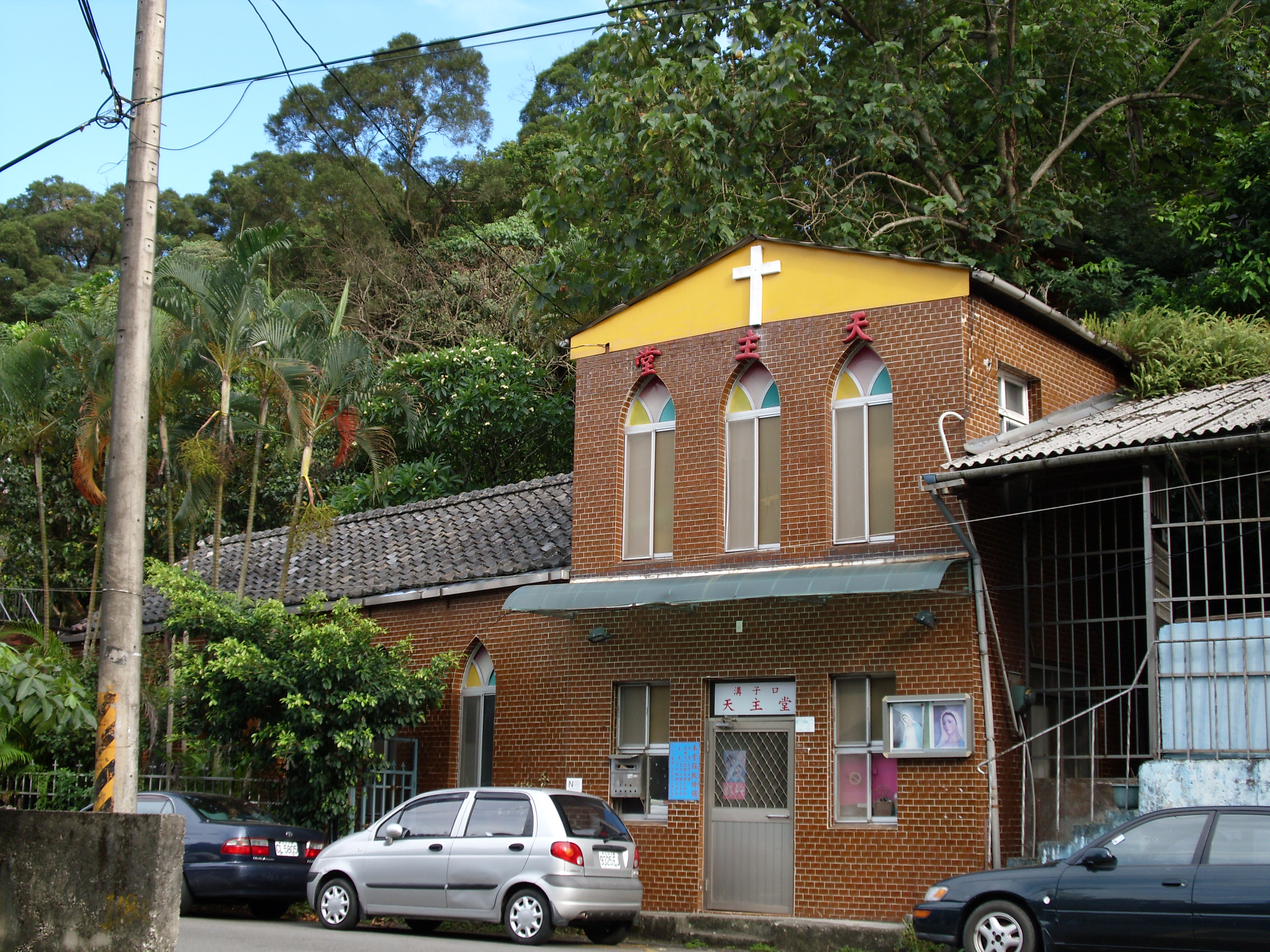
溝子口天主堂

- 聖伯多祿保祿堂（台北市文山區；溝子口天主堂）
- 復活堂（台北市文山區；木柵天主堂）
- 聖方濟沙勿略堂（台北市文山區；萬隆天主堂）
- 聖神堂（台北市文山區；景美天主堂）
- 深坑天主堂（新北市深坑區）
- 石碇天主堂（新北市石碇區）
- 聖三堂（新北市新店區；大坪林天主堂）
- 中華聖母堂（新北市新店區；新店天主堂）
- 法蒂瑪聖母朝聖地（新北市烏來區；烏來天主堂）

### 第六總鐸區
總鐸：阮玉鼎神父
- 中華殉道聖人朝聖堂（新北市板橋區）
- 聖母聖心堂（新北市板橋區；懷仁天主堂）
- 聖母升天堂（新北市永和區）
- 天主聖母堂（新北市中和區）

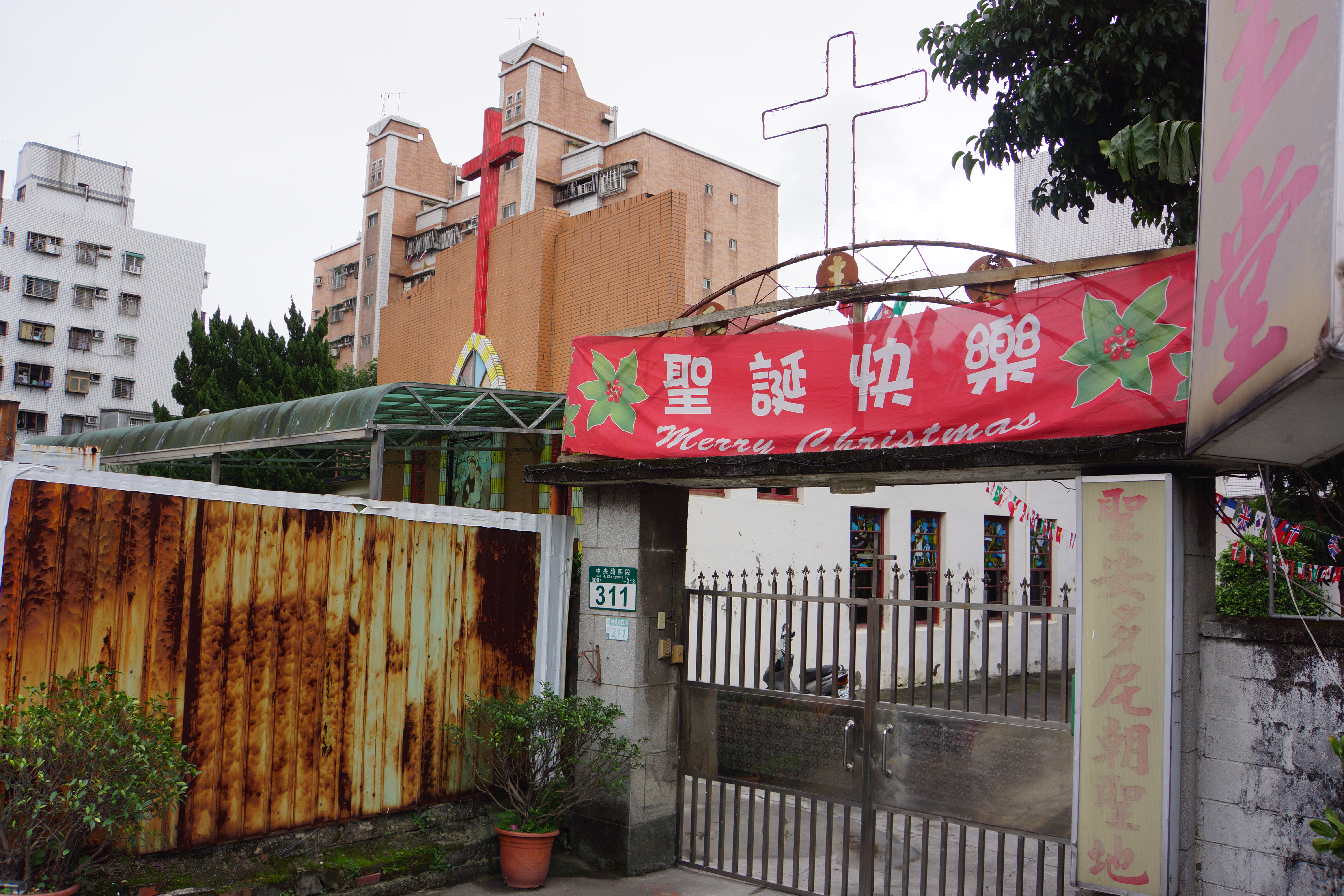
土城聖安多尼朝聖地

- 土城聖安多尼朝聖地（新北市土城區；土城天主堂）
- 聖母領報天主堂（新北市三峽區）
- 耶穌聖心堂（新北市樹林區）
- 天主陶士堂（新北市鶯歌區）
- 迴龍聖威廉天主堂（新北市新莊區；原樂生療養院小堂）

### 第七總鐸區
總鐸：阮知才神父
- 聖母聖心堂（新北市三重區）
- 新莊聖保祿堂（新北市新莊區；新莊天主堂）
- 泰山聖方濟沙勿略堂（新北市泰山區）
- 明志聖方濟堂（新北市泰山區）
- 聖本篤堂（新北市林口區；林口天主堂）
- 聖若瑟堂（新北市蘆洲區；蘆洲天主堂）
- 聖亞納堂（新北市五股區；五股天主堂）

### 第八總鐸區（基隆總鐸區）
總鐸：林天德神父

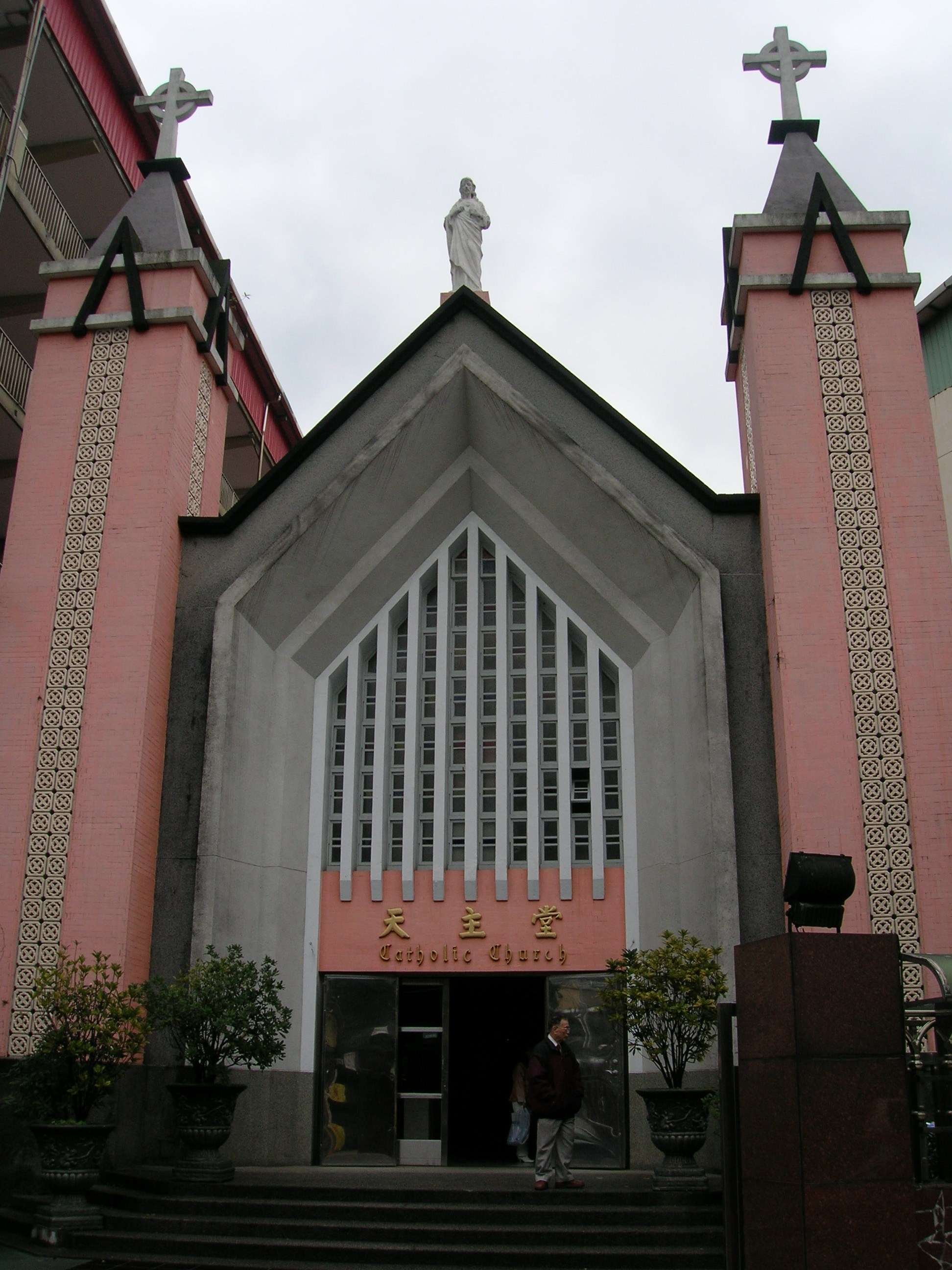
基隆耶穌聖心堂

- 聖母升天堂（基隆市信義區、基隆市仁愛區；信一路天主堂）
- 耶穌聖心堂（基隆市中山區、基隆市安樂區；西定路天主堂）
- 和平之后堂（基隆市中正區；祥豐街天主堂）
- 小德蘭堂（基隆市暖暖區；暖暖天主堂）
- 聖耀漢堂（基隆市七堵區；七堵天主堂）
- 聖方濟堂（新北市汐止區；汐止天主堂）
- 耶穌聖母聖心堂[9]（新北市瑞芳區；瑞芳天主堂）
- 四腳亭露德聖母朝聖地（新北市瑞芳區）

### 第九總鐸區（宜蘭總鐸區）
總鐸：楊品裕神父（代理）
- 聖尼各老堂（新北市坪林區）
- 聖若瑟堂（宜蘭縣宜蘭市）
- 法蒂瑪聖母堂（宜蘭縣宜蘭市）
- 救主堂（宜蘭縣宜蘭市）
- 聖伯多祿堂（宜蘭縣頭城鎮）
- 聖若瑟堂（宜蘭縣礁溪鄉）
- 聖若望堂（宜蘭縣壯圍鄉）
- 聖十字架堂（宜蘭縣員山鄉）

### 第十總鐸區（羅東總鐸區）
總鐸：高國卿神父（兼任蘭陽地區主教代表）
- 聖母升天堂（宜蘭縣羅東鎮；北成天主堂）
- 三星天主堂（宜蘭縣三星鄉）
- 大洲天主堂（宜蘭縣三星鄉）
- 大隱天主堂（宜蘭縣三星鄉）
- 四季聖母天主堂（宜蘭縣大同鄉）
- 崙埤天主堂（宜蘭縣大同鄉）
- 松羅天主堂（宜蘭縣大同鄉）
- 牛鬥天主堂（宜蘭縣大同鄉）
- 耶穌聖心寒溪天主堂（宜蘭縣大同鄉）
- 聖方濟堂（宜蘭縣五結鄉）
- 聖十字架堂（宜蘭縣五結鄉）
- 聖若瑟堂（宜蘭縣冬山鄉）
- 丸山天主堂（宜蘭縣冬山鄉）
- 順安天主堂（宜蘭縣冬山鄉）
- 聖三堂（宜蘭縣蘇澳鎮）
- 聖母聖心堂（宜蘭縣南澳鄉）
- 南澳天主堂（宜蘭縣南澳鄉）
- 澳花天主堂（宜蘭縣南澳鄉）

### 已廢止堂區
- 聖十字堂（新北市新店區）

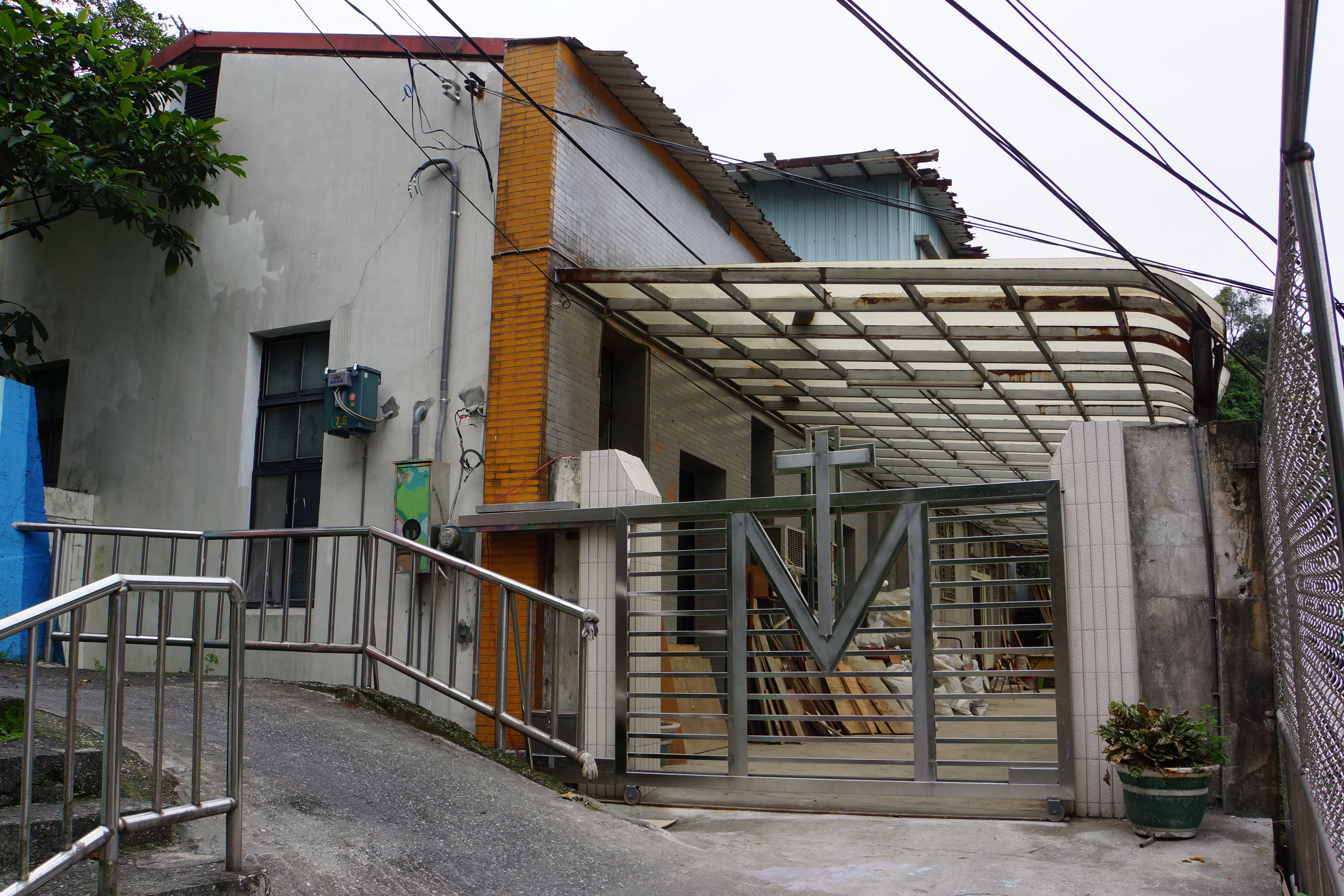
龍安街耶穌君王堂

- 龍安街耶穌君王堂（基隆市仁愛區；龍安街天主堂）
- 聖若瑟堂（新北市瑞芳區；金瓜石天主堂）

## 歷任首長列表

### 台北宗座監牧區宗座監牧
| 任 | 中文姓名   | 英文姓名 | 任期                        |
| 1  | 郭若石神父 |          | 1950年6月13日－1952年8月7日 |

### 台北總教區總主教
| 任       | 中文姓名     | 英文姓名 | 任期                          |
| 1        | 郭若石總主教 |          | 1952年8月7日－1959年12月4日   |
| 宗座署理 | 田耕莘樞機   |          | 1959年12月4日－1966年2月15日  |
| 2        | 羅光總主教   |          | 1966年2月15日－1978年8月5日   |
| 3        | 賈彥文總主教 |          | 1978年11月15日－1989年2月11日 |
| 4        | 狄剛總主教   |          | 1989年2月11日－2004年1月24日  |
| 5        | 鄭再發總主教 |          | 2004年1月24日－2007年11月9日  |
| 6        | 洪山川總主教 |          | 2007年11月9日－2020年5月23日  |
| 7        | 鍾安住總主教 | [ 10 ]   | 2020年7月8日至今              |

### 台北總教區助理總主教
該職目前從缺。
- 狄剛總主教（1985年5月3日－1989年2月11日）

### 台北總教區輔理主教
- 成世光主教（1960年5月3日－1966年6月7日）
- 王愈榮主教（1975年7月1日－1986年6月25日）
- 徐英發主教（1990年11月30日－2001年5月11日）
- 劉丹桂主教（1999年6月6日－2004年12月4日）
- 鍾安住主教（2006年10月31日－2007年12月30日）
- 趙永吉主教（2025年4月3日－）[11][12]

### 台北總教區副主教
- 張國珽蒙席（1976年－2008年）
- 王榮和蒙席（1989年－2021年）
- 姚宗鑑蒙席（1980年－2008年）
- 金毓瑋神父（2008年－2010年9月13日）
- 周繼源神父（2010年8月1日迄今）
- 孫志青神父（2010年9月19日迄今）

### 台北總教區主教代表
從2008年1月4日開始，洪山川總主教依據《天主教法典》，另於基隆、蘭陽地區分別設置一位主教代表，以協助總主教統領地方教務。
- 基隆地區主教代表

1. 王榮和蒙席（2008年1月4日迄今）

- 蘭陽地區主教代表

1. 高國卿神父（2008年1月4日迄今）

## 教區各單位

### 主教公署
台北總教區的最高統轄機構為台北總主教公署，位於台北市大安區樂利路94號，鄰近台北捷運六張犁站。總主教公署之下設有數個附屬機構，共同肩負起教區各項事務的運作。
| 領導人員 - 總主教 - 副主教 - 主教代表 - 公署署長 - 秘書長 - 總務長 - 教區參議 - 總鐸 - 刊物審查員 - 主教代表 行政單位 - 秘書處 - 總務處 - 人資室 | 教區直屬機構 - 台北總教區參議會 - 台北總教區司鐸諮議會 - 台北總教區經濟建築委員會 - 台北總教區法庭 - 台北總教區禮儀委員會 - 台北總教區聖召委員會 - 台北總教區原住民委員會 - 台北總教區新移民牧靈委員會 - 台北總教區宗教交談與合作委員會暨基督徒合一促進委員會 - 台北總教區幼兒園管理委員會 - 台北總教區公墓管理委員會 （管理大直、瑞芳八分寮等2處教區公墓） - 台北總教區明愛會 - 台北總教區牧靈福傳處 （下設家庭組、青年組、聖召組等3個單位） |

### 相關機構

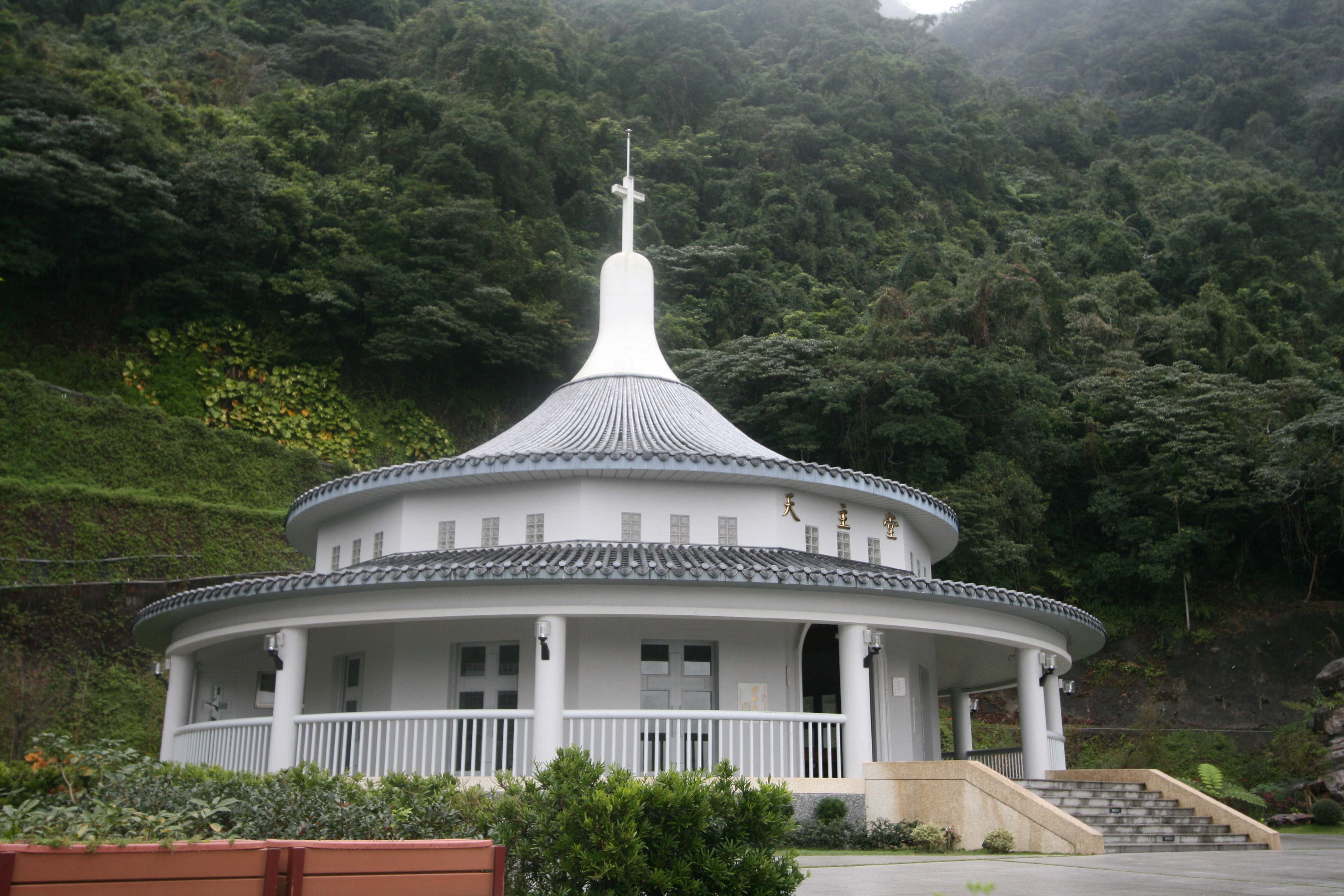
五峰旗聖母朝聖地

| 教友組織 - 台北總教區教友傳教協進會 - 台北總教區傳道員協進會 - 財團法人台北市三德善會 （另管三峽三德公墓） - 天主教旅北原住民教友傳教協進會 各級學校 - 輔仁大學 - 輔仁聖博敏神學院 - 天主教台灣總修院 - 耕莘健康管理專科學校 - 聖母醫護管理專科學校 - 臺北市私立靜修高級中學 - 臺北市私立方濟高級中學 - 台北市私立文德女子高級中學 - 台北市私立達人女子高級中學 - 新北市私立光仁高級中學 - 新北市私立崇光女子高級中學 - 新北市私立徐匯高級中學 - 新北市私立恆毅高級中學 - 新北市私立聖心女子高級中學 - 基隆市輔大聖心高級中學 - 台北市私立光仁國民小學 - 新北市私立聖心國民小學 - 臺北市私立道明外僑學校 | 文教機構 - 台灣天主教牧靈研習中心 - 天主教台北總教區教理推廣中心 - 耕莘文教院 - 震旦中心 - 天主教友誼教友活動中心 - 萬里達義康樂中心 - 耶穌會依納爵靈修中心 - 新店創世紀會議中心 - 天主教蘭陽青年會 - 礁溪五峰旗聖母朝聖地 媒體傳播機構 - 光啟文教視聽節目服務社 - 光啟文化事業 - 上智出版社 - 慈幼出版社 - 恆毅月刊社 - 見證月刊社 - 益世廣播電台 - 真理電台 - 天主教周報 （原名《教友生活週刊》；目前由台北總主教公署直轄） - 台北利氏學社 （下設利氏文化公司，出版《人籟論辨月刊》） 社會福利機構 - 新事社會服務中心 - 台灣天主教安老院 - 天主教耕莘醫療財團法人 （耕莘醫院總院區、永和耕莘醫院、耕莘醫院安康院區） - 羅東聖母醫院 - 冬山鄉聖母療養院 - 財團法人天主教失智老人社會福利基金會 - 財團法人天主教康泰醫療教育基金會 - 天主教光仁文教基金會 |

### 引用
1. 1 2 3 4   (PDF).   [2012-08-08]. （原始内容存档 (PDF)于2013-10-26）.
2. ↑  天主教會台灣地區主教團秘書處 編譯. . 《2012台灣天主教手冊》. 天主教會台灣地區主教團. 2012年4月: 第29頁.
3. ↑  .   [2012-06-11]. （原始内容存档于2014-04-13）.
4. ↑  .   [2012-06-11]. （原始内容存档于2013-11-25）.
5. ↑  汪傳德.  再版. 聞道出版社. 2008年4月: 第242頁 [1992-12]. ISBN 978-986-7653-65-9.
6. ↑  汪傳德. . 天主教台北總主教公署. 2000: 第19頁.
7. 1 2 3 4  .   [2016-11-26]. （原始内容存档于2016-11-27）.
8. ↑  .   [2013-04-20]. （原始内容存档于2013-01-30）.
9. ↑  .   [2013年11月8日]. （原始内容存档于2013年10月29日）.
10. 1 2 3   (新闻稿). Holy See Press Office. 2020-05-23  [2020-05-23]. （原始内容存档于2020-05-23） （英语）.
11. ↑  . Holy See Press Office. 2025-02-05  [2025-02-05]. （原始内容存档于2025-02-16）.
12. ↑  . 梵蒂冈新闻网. 2025-02-06  [2025-02-06].

## 外部連結
- 台北總教區官方網站 （中文和英語）
- 天主教台北總教區的Facebook專頁 （繁體中文）
- 天主教台北總教區的Facebook專頁（舊版） （繁體中文）
- 天主教周報 （页面存档备份，存于）（台灣天主教會的主要官方報刊，由台北總教區主辦）（繁體中文）
- 台北總教區教理推廣中心 （页面存档备份，存于）（繁體中文）